# Seznam rimskih zgodovinarjev
Seznam rimskih zgodovinarjev

## K
- Kasij Dion Kokejan (okoli 155 - 235)
- Kasiodor (okoli 490 - 585)

## L
Livij Tit (59 pr. n. št. - 17 n. št./nekateri trdijo drugače)

## S
Salustij (ok. 86 pr. n. št. - ok. 35 pr. n. št.)

## T
Tacit Kornelij (ok. 55 - 120)